# جک آرمر
جک آرمر (انگلیسی: Jack Armer؛ زادهٔ ۱۶ آوریل ۲۰۰۱) بازیکن فوتبال است.
وی همچنین در تیم‌های ملی فوتبال Scotland national under-17 football team, Scotland national under-18 football team، و Scotland national under-19 football team بازی کرده‌است.